# Suffering from Success
Suffering from Success è il settimo album discografico in studio del rapper statunitense DJ Khaled, pubblicato nel 2013.

## Tracce
1. Obama (Winning More Interlude) – 0:44
2. Suffering From Success (featuring Future & Ace Hood) – 3:30
3. I Feel Like Pac / I Feel Like Biggie (featuring Rick Ross, Meek Mill, T.I., Swizz Beatz & Diddy) – 3:59
4. You Don't Want These Problems (featuring Big Sean, Rick Ross, French Montana, 2 Chainz, Meek Mill, Ace Hood & Timbaland) – 4:36
5. Blackball (featuring Future, Plies & Ace Hood) – 3:59
6. No Motive (featuring Lil Wayne) – 2:44
7. I'm Still (featuring Chris Brown, Wale, Wiz Khalifa & Ace Hood) – 4:52
8. I Wanna Be with You (featuring Nicki Minaj, Rick Ross & Future) – 4:12
9. No New Friends (featuring Drake, Rick Ross & Lil Wayne) – 5:08
10. Give It All to Me (featuring Mavado & Nicki Minaj) – 3:34
11. Hell's Kitchen (featuring J. Cole & Bas) – 4:07
12. Never Surrender (featuring Scarface, Jadakiss, Meek Mill, Akon, John Legend & Anthony Hamilton) – 6:25
13. Murcielago (Doors Go Up) (featuring Birdman & Meek Mill) – 2:44
14. Black Ghost (featuring Vado) – 2:53

## Classifiche
| Classifica (2013)           | Posizione raggiunta |
| --------------------------- | ------------------- |
| Stati Uniti (Billboard 200) | 7                   |